# Metsälampi (sjö i S:t Michel, Södra Savolax)
Metsälampi är en sjö i kommunen Sankt Michel i landskapet Södra Savolax i Finland. Arean är 26 hektar och strandlinjen är 4,26 kilometer lång.  Den  ingår i Kymmene älvs huvudavrinningsområde.  Sjön ligger omkring 21 kilometer norr om S:t Michel och omkring 220 kilometer nordöst om Helsingfors. 
I sjön finns öarna Antinsaari, Ahdinpuunsaari och Paakkarinsaari. 